# 孙尚清
孙尚清（1930年—1996年4月），吉林洮南人，中华人民共和国政治人物、经济学家。

## 生平
1930年生于吉林省洮南市，17岁中学毕业即参加革命工作，后入中国医科大学。1952年，进入中国人民大学经济学研究班学习。1956年考取中国科学院经济研究所副博士研究生。1958年10月，毕业留所从事经济研究工作，先后担任助理研究员、副研究员、研究员、研究组副组长、副所长和《经济研究》副主编。1982—1985年，出任中国社会科学院主管学术工作的副秘书长、院务委员会委员、院学位委员会委员、全国社会科学规划领导小组成员兼秘书长，主要致力于社会科学院科研组织工作和全国社会科学发展规划工作。1985年10月，任国务院经济技术社会发展研究中心副总干事。1993年，担任国务院发展研究中心主任。
此外担任国务院经济技术社会发展研究中心副总干事，中国社会科学院研究员，中国社会科学院研究生院教授、北京大学兼职教授，中华全国日本经济学会会长，中国企业管理协会、中国生产力经济学研究会副会长，中国工业经济学会副理事长，香港中文大学海峡两岸对比研究基金会、中国行为科学研究会顾问。

## 著作
《经济与管理》、《中国经济的新路》、《前进中的中国经济》、《论经济结构对策》、《长江流域经济》、《孙尚清选集》等。
1996年4月逝世。